# Xylocopa duala
Xylocopa duala är en biart som beskrevs av Embrik Strand 1921. Xylocopa duala ingår i släktet snickarbin, och familjen långtungebin. Inga underarter finns listade i Catalogue of Life.